# Ulica Wincentego Janasa w Katowicach
Ulica Wincentego Janasa w Katowicach – ulica w Katowicach, położona w północno-zachodniej części miasta, w granicach dzielnicy Załęże. Rozpoczyna swój bieg od skrzyżowania z ulicą F. Anioła i ulicą Gliwicką. Biegnie około 260 metrów do skrzyżowania z ulicą P. Pośpiecha.

## Charakterystyka

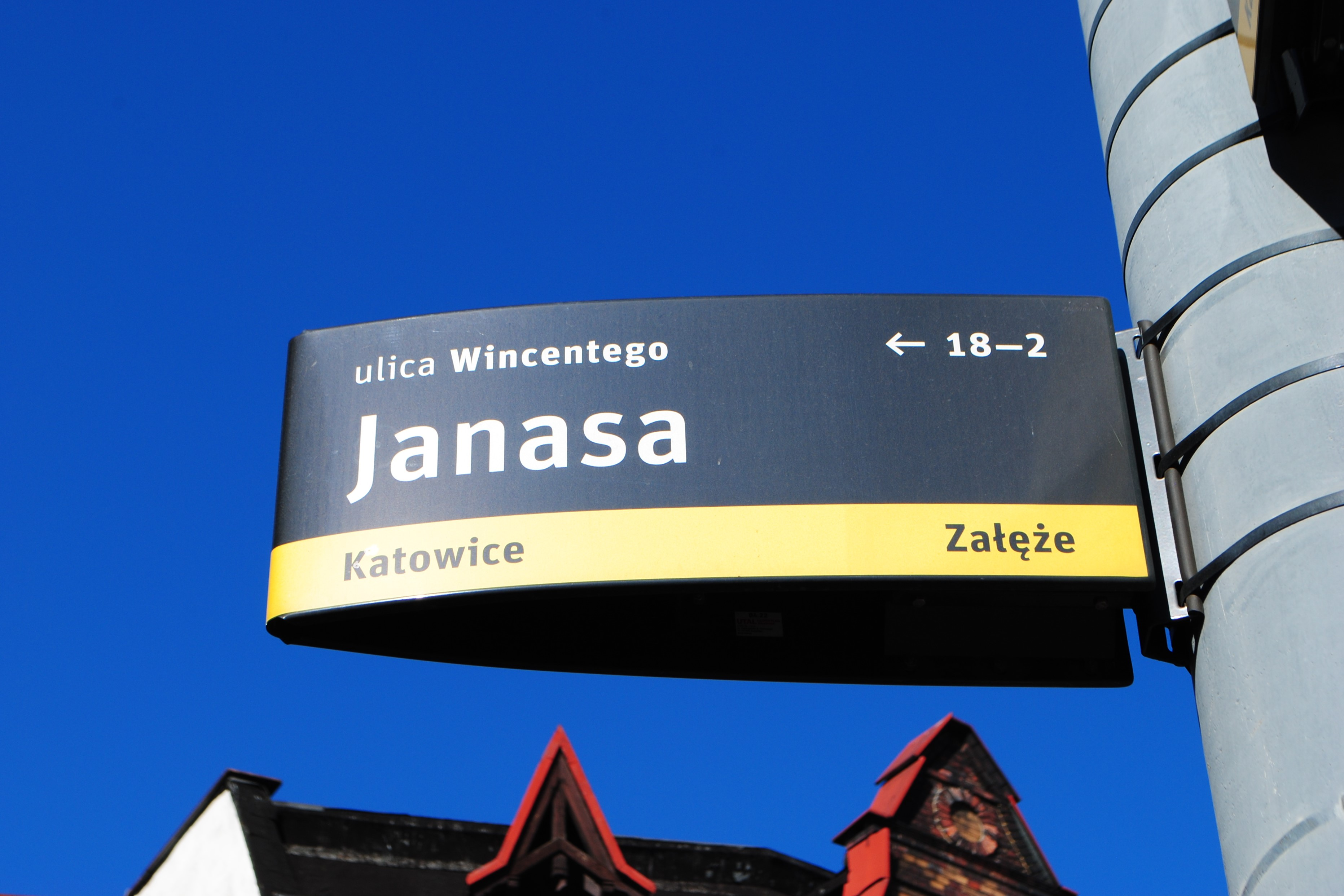
Tabliczka katowickiego SIM-u z nazwą ulicy W. Janasa (2024)

Ulica W. Janasa to droga gminna nr 100216S klasy drogi dojazdowej. Jezdnia ulicy o szerokości 7,1 m posiada nawierzchnię bitumiczną, a długość ulicy wynosi 266,5 m. Jest w administracji Miejskiego Zarządu Ulic i Mostów w Katowicach, w systemie TERYT widnieje pod numerem 07142, a kod pocztowy dla adresów wzdłuż ulicy to 40-855. Drogą nie kursują pojazdy Zarządu Transportu Metropolitalnego (ZTM) – najbliższy przystanek autobusowo-tramwajowy znajduje się przy ulicy Gliwickiej na wysokości ulicy Gminnej (przystanek Załęże Janasa).
Ulica W. Janasa zabudowana jest osiedlem familoków stanowiącym jednolity zespół urbanistyczny, z częściowo zachowanymi komórkami gospodarczymi. Na zachód od niego położone jest osiedle Jansa-Ondraszka, z czego trzy bloki są położne przy ulicy W. Jansa – pod nr. 3a, 7a i 15a.
W połowie listopada 2024 roku w systemie REGON zarejestrowanych było prawie 170 podmiotów gospodarczych z siedzibą przy ulicy W. Janasa, w tym m.in.: Oddział Eksploatacji Budynków nr 6 Komunalnego Zakładu Gospodarki Mieszkaniowej w Katowicach (ul. W. Janasa 6), Stowarzyszenie Matuzalem (ul. W. Janasa 15a), Stowarzyszenie Wykonawców Budowlanych (ul. W. Jansa 4), przedsiębiorstwa handlowo-usługowe, firmy ubezpieczeniowe i remontowe, wspólnoty mieszkaniowe i inne. Wierni rzymskokatoliccy mieszkający przy ulicy W. Janasa przynależą do parafii św. Józefa.
Patronem ulicy jest nauczyciel i działacz narodowy Wincenty Janas.

## Historia

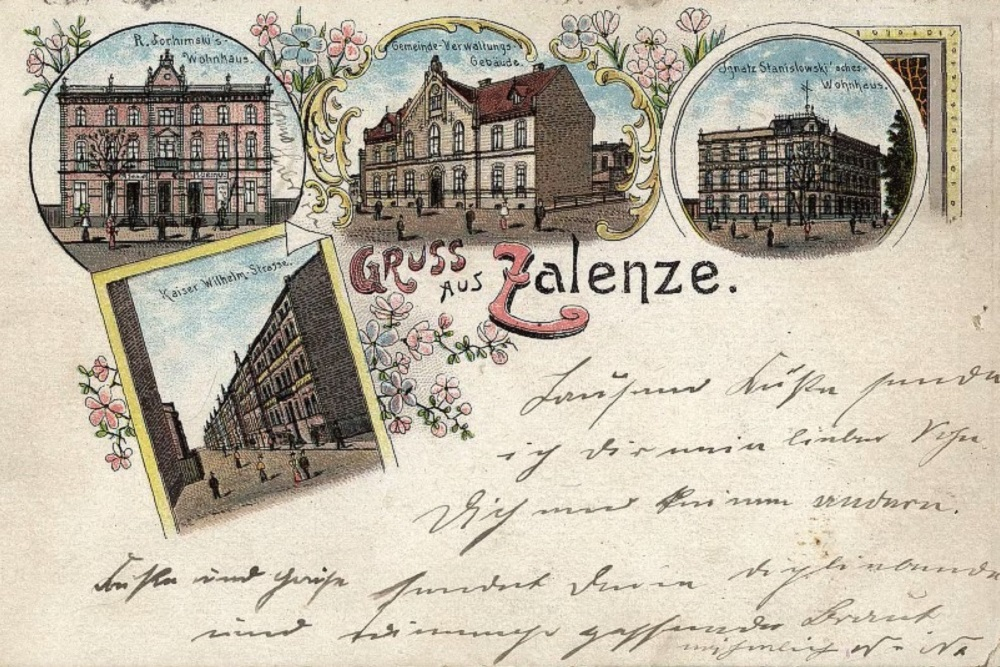
Pocztówka z około 1901 roku; u góry po prawej kamienica na rogu ul. W. Janasa i Gliwickiej, a na dole fragment ul. W. Janasa od północy

Ulica W. Janasa została wytyczona w latach 90. XIX wieku w związku z rozwojem i wzrostem liczby pracowników kopalni węgla kamiennego „Kleofas” (ówcześnie pod nazwą „Cleophas”), kiedy to pomiędzy główną drogą wiejską Załęża (późniejszą ulicą Gliwicką) a torami kolejowymi, a w mniejszym stopniu po jej północnej stronie, powstawały nowe grupy zabudowy. Budowano ją m.in. wzdłuż nowo wytyczonych uliczek, które przebiegiem nawiązywały do dawnych podziałów gruntów – wśród nich była to ulica W. Janasa. W 1902 roku ulica była już ona zabudowana, a od początku XX wieku działały tutaj warsztaty bednarskie Pawła Buchmanna i Franciszka Heinelta.
Przed 1900 rokiem ulicy nadano nazwę Kaiser Wilhelmstrasse, a później Freiheitsstrasse. Druga z tych nazw obowiązywała także w okresie niemieckiej okupacji Polski w latach 1939–1945.
W dwudziestoleciu międzywojennym, od 1920 roku obowiązywała nazwa ulica Wolności, a następnie od 1925 roku ulica Wincentego Janasa. Po I wojnie światowej funkcjonały tutaj m.in.: zakład krawiecki, piekarnia, zakład dekarski, skład towarów kolonialnych i sklepy z towarami spożywczymi. Ulicę zamieszkiwały wówczas przeważnie rodziny kolejarzy i funkcjonariuszy policji. Mieszkał tu także Paweł Chrószcz.
W latach 70. i 80. XX wieku w sąsiedztwie ulicy powstało osiedle mieszkaniowe Janasa-Ondraszka, składające się z pięciu wysokich bloków mieszkalnych. W 2008 roku w rejonie ulicy W. Janasa przebudowano kanalizację ogólnospławną.

## Obiekty zabytkowe i historyczne

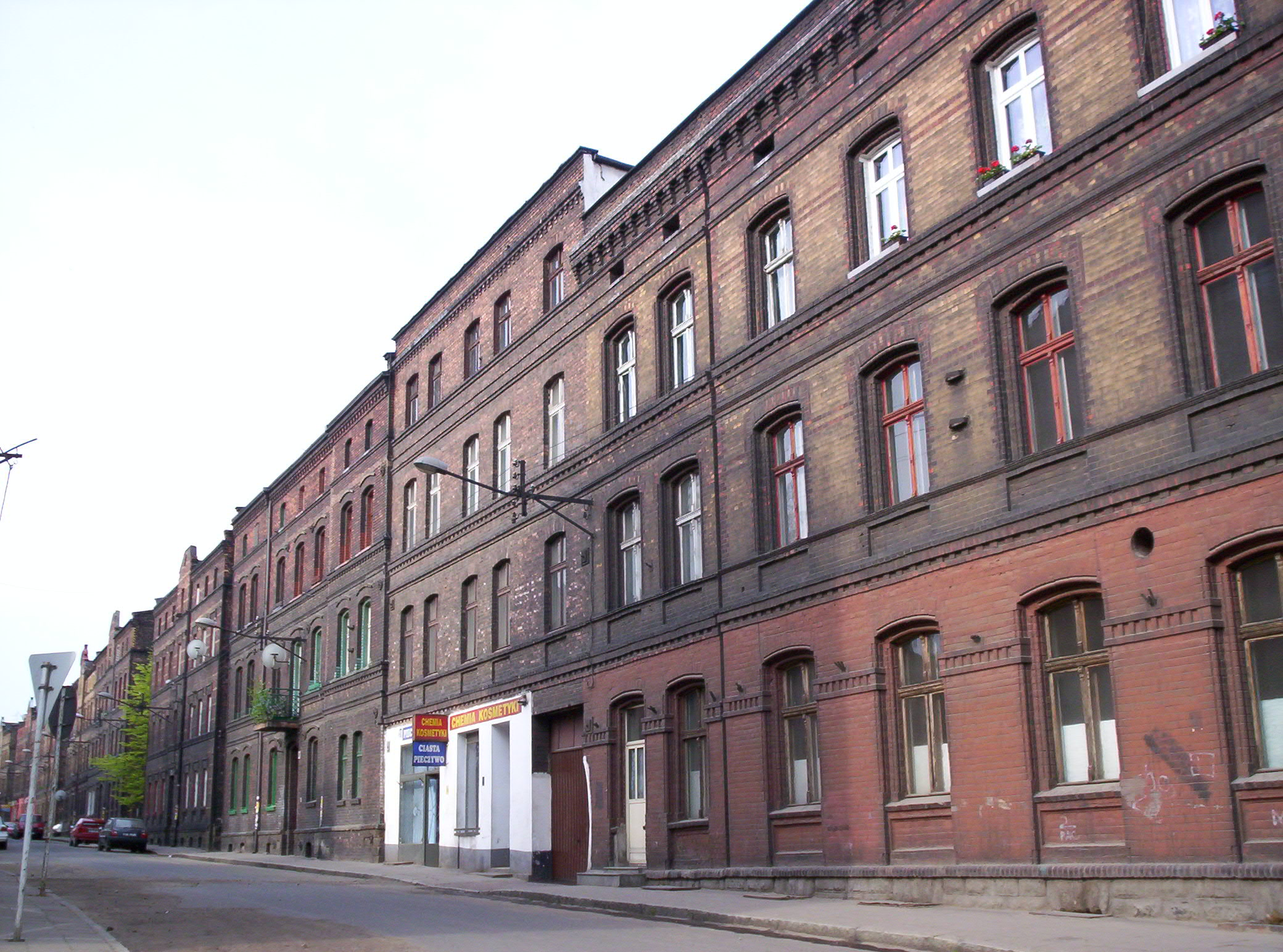
Familoki przy zachodniej pierzei

- Familok (ul. W. Janasa 1), wzniesiony na początku XX wieku w stylu historyzmu[19],
- Dwa familoki mieszkalne (ul. W. Janasa 2 i 4), wybudowane pod koniec XIX wieku w stylu historyzmu[19],
- Zespół familoków mieszkalnych (ul. W. Janasa 3, 5, 7, 9, 11, 13 i 15), wybudowanych w 1896 roku w stylu historyzmu[19],
- Kamienica mieszkalna-familok (ul. W. Janasa 6), wzniesiona pod koniec XIX wieku w stylu historyzmu[19],
- Familok (ul. W. Janasa 8/10), wybudowany w drugiej połowie XIX wieku w stylu historyzmu ceglanego[19],
- Familok (ul. W. Janasa 12), wzniesiony pod koniec XIX wieku w stylu historyzmu ceglanego[19],
- Familok (ul. W. Janasa 14/16), wybudowany pod koniec XIX wieku w stylu historyzmu ceglanego[19],
- Familok (ul. W. Janasa 17/19), wzniesiony pod koniec XIX wieku w stylu historyzmu ceglanego[19],
- Familok (ul. W. Janasa 18), wybudowany pod koniec XIX wieku w stylu historyzmu ceglanego[19].